# Farid Bouzar
Farid Bouzar (en arabe : فريد بوزار) est un footballeur international algérien né le 14 octobre 1959 en Algérie. Il évoluait aux postes de latéral gauche et droit.

## Biographie

### En club
Il évolue en première division algérienne avec les clubs de la JS Kabylie, ou il remporté de nombreux titres avec lui et l'USM Bel Abbès.

### En équipe nationale
Il reçoit une seule sélection en équipe d'Algérie en 1985. Son seul match a lieu le 13 mars 1985 contre la RD Allemagne (nul 1-1).

## Palmarès
| JS Kabylie - Championnat d'Algérie (5) : - Champion : 1981-82, 1982-83, 1984-85, 1985-86 et 1988-89. - Coupe d'Algérie (1) : - Vainqueur : 1985-86. - Supercoupe de la CAF (1) : - Vainqueur : 1982. |  | USM Bel Abbès - Coupe d'Algérie (1) : - Vainqueur : 1990-91. |